# Svenska grammofonpriset
Svenska grammofonpriset, åren 1984–1987 benämnt Svenska fonogrampriset, var ett svenskt musikpris, som delades ut till grammofoninspelningar med svensk produktionsanknytning 1977-83.

## Svenska grammofonpriset
I tomrummet efter musikpriset Grammis, som upphörde med sin verksamhet ett antal år från 1972, och med en växande svensk skivbolagsbransch, tog musiktidskriften Musikrevys redaktör Bengt Pleijel kontakt med företrädare för Kungliga Musikaliska Akademien med förslaget att instifta ett årligt pris för att belöna aktuella skivutgivningar av hög kvalitet inom alla genrer, främst klassisk musik och folkmusik/visa och bara undantagsvis moderna former som pop- och rockmusik. Sålunda instiftades 1976 Svenska grammofonpriset att utdelas under sena hösten varje år till musikutgivningar, som utkommit under perioden 1 juli – 1 juli det innevarande året. Pristagarna utsågs av en branschneutral jury av åtta utvalda musikkännare, tillsatta av Musikaliska Akademien respektive Musikrevy med Sven Wilson som ordförande. Priset bestod av ett diplom, som utdelades vid en prisceremoni på Musikaliska Akademien eller Stockholms stadshus. Antalet årliga priser var drygt tio, med viss variation. — År 1984–1987 bytte priset bland annat namn till Svenska fonogrampriset: se mer nedan.

### Pristagare
1977
- Musik av György Ligeti; Gunilla von Bahr (flöjt), Torleif Lännerholm (oboe), Eva Norwall (cembalo), Voces Intimae, Sveriges Radios symfoniorkester, dirigent Elgar Howarth — BIS (LP 53)
- Musica Dolce — BIS (LP 57)
- Allan Pettersson, Symfoni nr. 6; Norrköpings symfoniorkester, dirigent Okko Kamu — CBS (76553)
- Mats Persson piano; Mats Persson (piano) — Caprice Records (CAP 1071)
- Gösta Nystroem, Sinfonia breve & Vagn Holmboe, Symfoni nr. 10, op. 105; Göteborgs symfoniorkester, dirigent Sixten Ehrling — Caprice Records (CAP 1116)
- Lars Gullin, Aeros Aromatica Atomica Suite; Bernt Rosengren, Lars Gullin, Radiojazzgruppen — EMI (C 062-352-35282)
- Musikalisk salong; Håkan Hagegård, Thomas Schuback — EMI (E 061-35224)
- å än är det glädje å än är det gråt; Marie Selander (sång), Styrbjörn Bergelt, Susanne Broms — Ett minne för livet / MILP (MILP 001)
- Barock; Drottningholms Barockensemble — Proprius (PROP 7761)
- Cantate Domino; Oscars motettkör Alf Linder, Torsten Nilsson, Marianne Mellnäs — Proprius (PROP 7762)
- Knäppupplevelser; Povel Ramel med flera artister — Sonet Records (KNÄPPUPP BULP)
- Olle Adolphson sjunger Evert Taube – Jag har skrivit till min flicka; Olle Adolphson — Telestar (TRS 1115/6)

1978
- Jag nu den pärlan funnit har... – Folkliga koraler och andliga visor från Dalarna; Margareta Jonth, Alm Nils Ersson, Kungs Levi Nilsson, Lars Jobs — BIS (BIS LP 82)
- Orgelverk av Max Reger; Alf Linder, orgel — Caprice (Caprice 1129)
- Janos Solyom spelar Rachmaninovs Pianokonsert nr 2; Janos Solyom, piano — Caprice (Caprice 1106)
- Folkmusik i Sverige: Vaggvisor och ramsor; Traditionsinspelningar från Svenskt visarkiv — Caprice (Cprice 1132)
- Bo Linde – Algot Haquinius: Streichquartette; Slovakiska kvartetten — Deutsche Grammophon
- Röster från Stockholmsoperan under 100 år; (Red. Carl-Gunnar Åhlén) — EMI
- Franz Berwald – The Four Symphonies, Piano Concerto, Violin Concerto, Overtures and Tone Poems; Kungliga Filharmoniska Orkestern, Marian Migdal (piano), Arne Tellefsen (violin), dirigent Ulf Björlin — EMI (SLS 5096)
- Jazz at the Pawn Shop; Arne Domnérus, Bengt Hallberg, Georg Riedel, Egil Johansen, Lars Erstrand — Proprius (7778)
- Tre Fasliga Fåglar – Sånger av Laci Boldeman; Håkan Hagegård, Thomas Schuback, Adolf Fredriks Bachkör, dirigent Anders Öhrwall — Proprius (7771)
- Lars-Erik Larsson – En vintersaga, Violinkonsert, Concertino för violin ; Stockholms filharmoniska orkester, Leo Berlin, violin, dirigent Stig Westerberg — Swedish Society Discofil

1979
- Nox Angustiæ‚ Oscars motettkör, Karl-Erik Welin, Marianne Mellnäs, dirigent Torsten Nilsson — BIS (LP 123)
- Crafoordkvartetten – Musik av Bäck, Eliasson, Eklund, Hemberg; Gert Crafoord med Crafoordkvartetten — Caprice (CAP 1139)
- Wilhelm Stenhammar – Symfoni nr 2 i g-moll, op. 34; Stockholms filharmoniska orkester, dirigent Stig Westerberg — Caprice (CAP 1151)
- Du är det varmaste jag har; Lill Lindfors — Metronome (MLP 15.632)
- Voulez-Vous; Abba — Polar Music (POLS 299)
- Allan Pettersson – Symfoni nr 8; Baltimore Symphony Orchestra, dirigent Sergiu Commissiona — Polar Music (POLS 289)
- Twixt Dream and Reality – Musik av Ives, Lewkovitch, Kaufmann, Lidholm, Rabe; Bromma kammarkör, dirigent Bo Johansson — Proprius (7802)
- Jag vet en äng...– Kristina Stobaeus sjunger om Maria; Kristina Stobaeus — Proprius (7799)
- Viksta Lasse; Viksta-Lasse, spelman — Sonet Records (SLP 2074)
- Edsberg 1979 – Sveriges Radios Musikskola Edsberg 20 år; från Sveriges Radios musikskola Edsberg — Sveriges Radio

1980
- Edvard Grieg – The Complete Piano Music; Eva Knardahl, piano — BIS (LP 106–116)
- Bengt Emil Johnson – In Time, Vittringar, Escaping; Bengt Emil Johnson, elektroniskt — Caprice (LP 1174)
- Adolf Wiklund – Pianokonsert nr 2 i h-moll, op. 17, 3 stycken för stråkorkester och harpa, Sång till våren; Greta Erikson, piano, Sveriges Radios symfoniorkester, dirigent Stig Westerberg — Caprice (LP 1165)
- Ingvar Lidholm – Musik för stråkar, Greetings from an Old World, Kontakion; Sveriges Radios symfoniorkester m. fl. —
- Göran Söllscher – J.S. Bach Fuga i g-moll, Preludium, Fuga och allegro i ess-dur; Fernando Sor Morceau de concert, op. 54, Sonat i c-dur, op. 15; Göran Söllscher, gitarr — Deutsche Grammophon (2531195)
- Styrbjörn Bergelt – Tagelharpa och Videflöjt — Musiknätet Waxholm (MNW 8F)
- The Hallberg Touch – Bengt Hallberg Plays Old Favourites; Bengt Hallberg, piano — Phontastic (7524)
- Lätt på sne'; Kvintetten Olsson — Phontastic (7524)
- Mångård – Tonsättningar av Åke Malmfors, Erland von Koch, Lillebror Söderlundh; Cantus-kören, dirigent Marianne Hillerudh — Proprius (7819)
- Otto Olsson – Erik Lundkvist spelar Otto Olsson på Gustav Vasas kyrkas orgel i Stockholm — Proprius (7825-26)

1981
- Carl Nielsen – The Complete Piano Music; Elizabeth Westenholz, piano — BIS (LP 167/168)
- Svensk körmusik från 1970-talet 1-2; Bromma kammarkör, Kammarkören, Radiokören, Storkyrkans kammarkör, dirigenter Eric Ericson, Bo Johansson, Siegfried Naumann, Gustaf Sjökvist — Caprice (LP 3024–25)
- Göran Söllscher – A. Barrios, J. Dowland, M. Ponce; Göran Söllscher, gitarr — Deutsche Grammophon (2531)
- Ture Rangström – Kung Eriks visor, Symfoni nr 3, "Sång under stjärnorna"; Helsingborgs symfoniorkester, dirigenter Janos Fürst, John Frandsen — EMI (7C 061-35774)
- Sven-Erik Bäck – Motetter; Kammarkören, Radiokören, dirigenter Sven-Erik Bäck, Eric Ericson — Phono Suecia (PS 10)
- George Gershwin – Gershwin–Evergreen!; Lena Ericsson, Carli Tornehave, Ove Lind and his Swedish All Stars — Phontastic (Phont 7410/11)
- Franz Liszt; Sylvia Lindenstrand, sång, Janos Solyom, piano — Phontastic (ARTE 71111)
- Super Trouper; Abba — Polar Music (POLS 322)
- Gullebarn – Heidenstam tonsatt av Peterson-Berger, Stenhammar, Rosenberg, Rangström; Margareta Hallin, sång, Rolf Lindblom, piano — Proprius (PROP 7835)
- Karl Karlsson Jularbo – Ett dokument 1913-1922 — Replay (REP-D-1)

1982
- Svenska ballader och sånger; Håkan Hagegård med Sveriges Radios symfoniorkester, dirigent Kjell Ingebretsen — Caprice (CAP 1142)
- Siegfried Naumann – Orgelverk; Erik Lundkvist, orgel, Björn Liljequist, slagverk — Caprice (CAP 1175)
- Åke Hermanson – Utopia och Symfoni nr 1; Sveriges Radios symfoniorkester, dirigent Leif Segerstam, Stockholms filharmoniska orkester, dirigent Antal Doráti — Caprice (CAP 1206)
- Charles Ives – Three Quarter-Tone Pieces, Marcel Duchamp – La Mariée mise à nu par ses Celibataires, mème, John Cage – A Book of Music for Two Prepared Pianos; Mats Persson och Kristine Scholz, duopianister — Caprice (CAP 1226)
- Svensk jazzhistoria, volym 2 – "Hot"-epoken 1930-1936; Gruppen för svensk jazzhistoria, Jazzavdelningen vid Svenskt visarkiv — Caprice (CAP 2010)
- Tomas Örnberg's Blue Five featuring Kenny Davern — Opus 3
- Johan Agrell: Sex Sinfonier; Nationalmusei kammarorkester, dirigent Claude Génetay — Polar Music (PMC 349)
- Marcel Duruflé – Suite, op 5, Prélude, Adagio et Coral varié, Prelude et fugae; Torvald Torén, orgel (Hedvig Eleonora kyrka i Stockholm) — Proprius (7854/55)
- Stina Sundell – Verk av César Franck, Maurice Ravel, Frédéric Chopin, Alban Berg, Carl Nielsen — Sveriges Radio (SR LP 1361/62)
- Det var bättre förr! Sonora 1932-1982 — Sonora (6362 090/099)

1983
- Anders Eliasson – Musik för klarinett; Kjell-Inge Stevensson, klarinett, Savinkvartetten, Ola Karlsson, cello, Roland Pöntinen, piano — Artemis Records (ARTE 7115)
- Music in Sweden (hela skivserien) – Folkmusik i förvandling — Caprice (CAP 1168)
- Ingvar Lidholm – Skaldens natt; Sveriges Radios symfoniorkester, Radiokören, Kammarkören, dirigent Herbert Blomstedt, Iwa Sörensson, sång — Caprice (CAP 1269)
- Sven-David Sandström – Requiem; (text: Tobias Berggren), Sveriges Radios symfoniorkester, Radiokören, Kammarkören, flickkör, dirigent Leif Segerstam — Caprice (CAP 2015 1-2)
- Johan Helmich Roman – Oboe d'amore-konsert, Golowinmusiquen, Svit + Johann Gottlieb Naumann – Cembalokonsert; Per-Olof Gillblad, oboe d'amore, Eva Nordenfelt-Åberg, cembalo, Capella Calmariensis, dirigent Claes-Merithz Pettersson — EMI (7c 061-35936)
- Odeon-kavalkaden 1906-1955 — Odeon / EMI, producent Robert W. Rönström
- Skyline Drive; Arne Domnérus, Bengt Hallberg — Phontastic (PHONT 7540)
- Drottningholmsmusiken – Johan Helmich Roman; Nationalmusei kammarorkester, dirigent Claude Génetay — Polar Music (POLS 361)
- Pellepepsperssons Kapell – Persson sjonger Persson; Peps Persson m.fl. — Sonet Records (SLP 2725)
- Hans Leygraf – Mozart Pianosonater vol. 1 — Sveriges Radio (SRLP 1391/2)

## Svenska fonogrampriset och Svenska fonogramartistpriset
Då Kungliga Musikaliska Akademien på hösten 1983 fick statens uppdrag att ta hand om den stora skivutgivningen kallad Musica Sveciae blev det omöjligt för akademien att fortsätta medverka i utdelningen av ett grammofonpris. I början av 1984 beslutades därför, att flera förändringar måste göras. Ledningen för Musikrevy tog därför kontakt med andra möjliga parter, och det bestämdes att priset skulle byta namn till Svenska fonogrampriset, för att inte begränsa det till enbart grammofonskive-utgivning, då bland annat kassettbanden och Cd-skivorna blivit allt vanligare. Man kompletterade också priset med ett specialpris kallat Svenska fonogramartistpriset, som kunde utdelas till personer som under längre tid inom någon aspekt av skivproduktion (inspelningstekniker, skivproducent, musiker etc) utmärkt sig med ett särskilt berömvärt arbete. Maximalt tolv fonogrampriser och fyra fonogramartistpriser kunde utdelas per år inom alla olika slags genrer. Förutom musikurval och genomförande kunde vikt också läggas vid teknisk kvalitet och utgivningens presentationsmaterial (konvolut, informationstext, illustrationer). Man införde också en årlig lista av ett flertal nominerade produktioner, som offentliggjordes en tid i förväg före juryns slutliga beslut (publicerad i Musikrevys höstnummer).
I stället för Musikaliska Akademien tillkom Stockholms Konserthusstiftelse, med Bengt Olof Engström, och Sveriges Televisions TV 2, med Lars Löfgren, som prisparter och jurymedlemmar tillsammans med tidskriften Musikreyv och medverkan av Bang & Olufsen med ett eget Bang & Olufsens kulturpris (1986) för person med svensk-dansk musikanknytning. Prisceremonin ägde rum i slutet av året i Stockholms Konserthus eller på Musikaliska Akademien och priset bestod av ett speciellt diplom.

### Pristagare Fonogrampriset
1984
- Carl Jonas Love Almqvist – Sånger och pianostycken; Iwa Sörenson, sång, Lennart Hedwall, hammarklaver — Bluebell (BELL 161)
- Musica Sveciae – Fornnordiska klanger – rekonstruktion av musik från stenåldern, bronsåldern och järnåldern; utarbetat av Cajsa Lund — Musica Sveciae
- Jakob Lindberg – Italian Music for Lute and Chitarrone; Jakob Lindberg, luta och chitarrone — BIS (LP 226)
- The Kroumata Percussion Ensemble – John Cage, Henry Cowell, Torbjörn Iwan Lundquist, Yoshihse Teire; Kroumata — BIS (CD 232)
- Julius; Julius Jacobsen, Visby Big Band, Filharmoniska Brassensemblen, Arne Domnérus, Bengt Hallberg, Georg Riedel — Phontastic (7542)
- Per Gudmundson, säckpipa, med vänner; sång och folkliga instrument  —  Giga Folkmusik (Clp-8)
- Musik från Frihetstiden – Fem sinfonior av Arvid Niclas von Höpken, Hinrich Philip Johnsen, Ferdinand Zellbell d.ä., Anders Wesström och Per Brant; Nationalmusei kammarorkester, dirigent Claude Génetay — Polar (POLS 383)
- Musica Sveciae – Then Svenska Messan av Johan Helmich Roman; Hillevi Martinpelto, Anne Sofie von Otter, Mikael Samuelson, sång, Adolf Fredriks Bachkör, Drottningholms Barockensemble, dirigent Anders Öhrwall — Proprius (PROP 9920)
- Jean Sibelius (fyra skivor) – Symfonier 1–3, Finlandia, Kung Kristian-sviten, Romance i C, operan Jungfrun i tornet; Ann-Mari Häggander, Erland Hagegård, Jorma Hynninen, Tone Kruse, sång, Göteborgs symfoniorkester, dirigent Neeme Järvi – BIS (LP/CD 221, 228, 250, 252)
- Musica Sveciae – Wilhelm Stenhammar – Stråkkvartetter nr 1–6; Freskkvartetten, Gotlandskvartetten, Köpenhamns stråkkvartett – Caprice (CAP 1201–03)
- Double Play; Putte Wickman, klarinett, Claes Crona, piano – Bluebell (148)
- Louis Vierne – Orgelsymfonierna 2, 4, 5, 6, Aubade, Impromptu, Toccata, Andantino, Clair de lune, Triptyp; Torvald Torén, orgel – Opus 3 (8204–07)

1985
- Aniara av Karl-Birger Blomdahl; Erik Saedén, Radiokören, Radiosymfonikerna, dirigent Stig Westerberg — Caprice (CAP 2016:1–2)
- Nalle Puh och Trollkarlens lärling – musik av Sven-Eric Johanson och Paul Dukas; Stefan Ljungqvist, berättare, Göteborgs Symfoniker, dirigent Lars Benstorp — BIS (LP 259)
- Musica Sveciae – Wilhelm Stenhammar – Sången, symfonisk kantat; Iwa Sörenson, Anne Sofie von Otter, Stefan Dahlberg, Per Arne Wahlgren, Radiokören, Musikhögskolans kammarkör, Barnkör från Adolf Fredriks Musikklasser, dirigent Herbert Blomstedt — Caprice (CAP 1285)
- Home Suite...; Red Mitchell, kontrabas — Caprice (CAP 1313)
- Magneter; Susanne Alvengren m.fl. — RCA Records (PL 70558)
- Under blågul fana – Regimantal and Other Favourite March Music in Sweden; Arméns Musikpluton — Proprius (PROP 9945)
- Arne Mellnäs – Nocturnes, Rendez-vous 1, L'infinito, Transparence; Maria Höglind, sång, Sonanza, Kjell-Inge Stevensson, klarinett, Harry Spaarney, klarinett, Radiokören, dirigenter Jan Risberg och Stig westerberg — Phono Suecia (PS 22)
- The Virtuoso Trumpet; Håkan Hardenberger, trumpet, Roland Pöntinen, piano — BIS (LP 287)
- Åke Parmerud – Vittringar och Kren — Tonart (17)
- Europa; Björn J:son Lindh, flöjt, Staffan Scheja, piano — Virgin Records Scandinavia (206 000)
- Ställer an en polskner dans (Polskans historia, del 1); Sven Berger/Convivium Musicum, Per Åberg, basun m.m., Tommie Andersson, luta, Karin Jonsson–Hazell, cembalo — Folis (KRLP 5)
- Magnus Andersson – Chitarra con Forza – musik av Mikael Edlund, Hans–Ola Ericsson, Erik Förare, Sven-David Sandström; Magnus Andersson, gitarr — Phono Suecia (PS 19)

Särskilt hedersomnämnande:  
- Sven Brandel – ett dokument; minnesutgåva av inspelning från 1956 med Sven Brandel, piano — EMI (1361421)

1986
- Berwaldkvartetten spelar John Fernström: Stråkkvartetter nr 5, op. 81, och 8, op. 91, och Hans Söderberg: Stråkkvartett nr 1; Berwaldkvartetten — Big Ben (852 002)
- The Burlesque Trombone; Christian Lindberg, trombon och Roland Pöntinen piano — BIs (CD 318)
- Carl Nielsen – The Complete Orchestral Music (Uvertyr till Maskerade, Klarinettkonsert, Symfoni nr 1; Olle Schill, klarinett, Pia Raanoja och Knut Schram, sång, Göteborgs symfoniorkester, dirigent Myung–Whung Chung — Bis (CD 321)
- Hans-Ola Ericsson – Melody to the Memory of Lost Friend X — Caprice (CAP 1330)
- Franz Berwald – 4 Symphonies; Göteborgs symfoniorkester, dirigent Neeme Järvi — Deutsche Grammophon (415502–2)
- Swede (12 stycken för jazzorkester); Jazz Doctors — Favorit (FA 3)
- Ale Möller – bouzoukispelman med vänner — Giga Folkmusik (GLP 11)
- Kärleksfiol – Klang av understrängar: Stil- och tidstrogna instrument i svensk spelmanstradition; fiol med ljumsträngar; Pelle Björnlert och Anders Rosén på violino d-amore — Hurv (KRLP 8)
- Njutningar; Merit Hemmingson, synthesizer — Lekstugan (LP 8602)
- Musica Sveciae – Ett bondbröllop och andra klassiker från den svenska manskörens guldålder + Musica Sviciae – Ceremoni och serenad; 1800-talets manskör; Orphei Drängar, dirigent Eric Ericson — Proprius (PROP 9941 + 9944)
- Frank Martin – Mässa för dubbelkör + Ildebrando Pizzetti – Messa di requiem; Mikaeli Kammarkör, dirigent Anders Eby — Proprius (PROP 9965)
- Gungan och 16 andra svängiga barnvisor (Kurt Larsens sånger i bearbetning); Britt Ling, sång, Stefan Forssen, arrangemang, barnkör och jazzensemble — Tonart (24)

1987
- Eduard Tubin – Requiem for Fallen Soldiers, Symphony nr 10; Göteborgs symfoniker och solister, dirigent Neeme Järvi — BIS (CD 297)
- Lillebror Söderlundh – Violinkonsert, Svit ur Kejsaren av Portugallien; Leo Berlin, violin, Radiosymfonikerna, dirigent Stig Westerberg — Caprice (CAP 1297)
- Johan Helmich Roman – The Golovin Music; Drottningholms Barockensemble — Caprice (CAP 21325)
- Musica Sveciae – Johan Helmich Roman – Sonater och Assagi; Jaap Schröder, violin, Johann Sonnleitner, cembalo — Caprice (CAP 1344)
- Carl Nielsen – Symfoni nr 1, Liten svit för stråkar; Radiosymfonikerna, dirigent Esa-Pekka Salonen — CBS (MK 42321)
- Lars Gullin – The EMI Years 1964-1976 — EMI (LG 1)
- Hans Pålsson, piano – Verk av Ingvar Lidholm, Bo Nilsson, Jan Carlstedt, Torsten Nilsson, Daniel Börtz, Johannes Jansson och Gunnar Bucht — Malmö Audioproduktion (MAP R-8609)
- Sheng – Verk av Bengt Hambraeus, Johannes Johansson och Rolf Martinsson; Helen Jahren, oboe och Hans-Ola Ericsson, orgel — Malmö Audioproduktion (MAP R 8606)
- Uno Stjernqvist – Arior ur operor, operetter och sånger; Uno Stjernqvist, tenor och Lars Roos, piano — Philips Records (420 344-1)
- Organo con Forza – Verk av Ericsson, Sten Hansson, Ligeti, Scott, Lützow–Holm, Morthenson, Sndström, Mellnäs, Feller, Ungvary; Hans-Ola Ericsson, orgel — Phono Suecia (PS CD 31)
- Miles from Duke; Bengt-Arne Wallin, Nils Landgren och storband (Waermland) — Phono Suecia (PS 28)
- Musica Sveciae – Dygd och ära; adeln och musiken i stormaktstidens Sverige; Capella Nuova och sångsolister, dirigent Stefan Parkman — Proprius (PROP 9958)

### Fonogramartistpristagare
1985
- Olle Adolphson
- Pål Olle
- Håkan Hagegård
- Ulf Lundell

1986
- Elisabeth Söderström
- Jan Malmsjö
- Stig Ribbing
- Owe Thörnqvist
- Jacob Boethius (producentpris)
- Carl-Gunnar Åhlén (särskilt hedersomnämnande)
- Hans Gefors (Bang & Olufsens kulturpris)

1987
- Nicolai Gedda
- Bengt Hallberg
- Cornelis Vreeswijk
- Ebbe Jularbo